# Guldet blev till sand

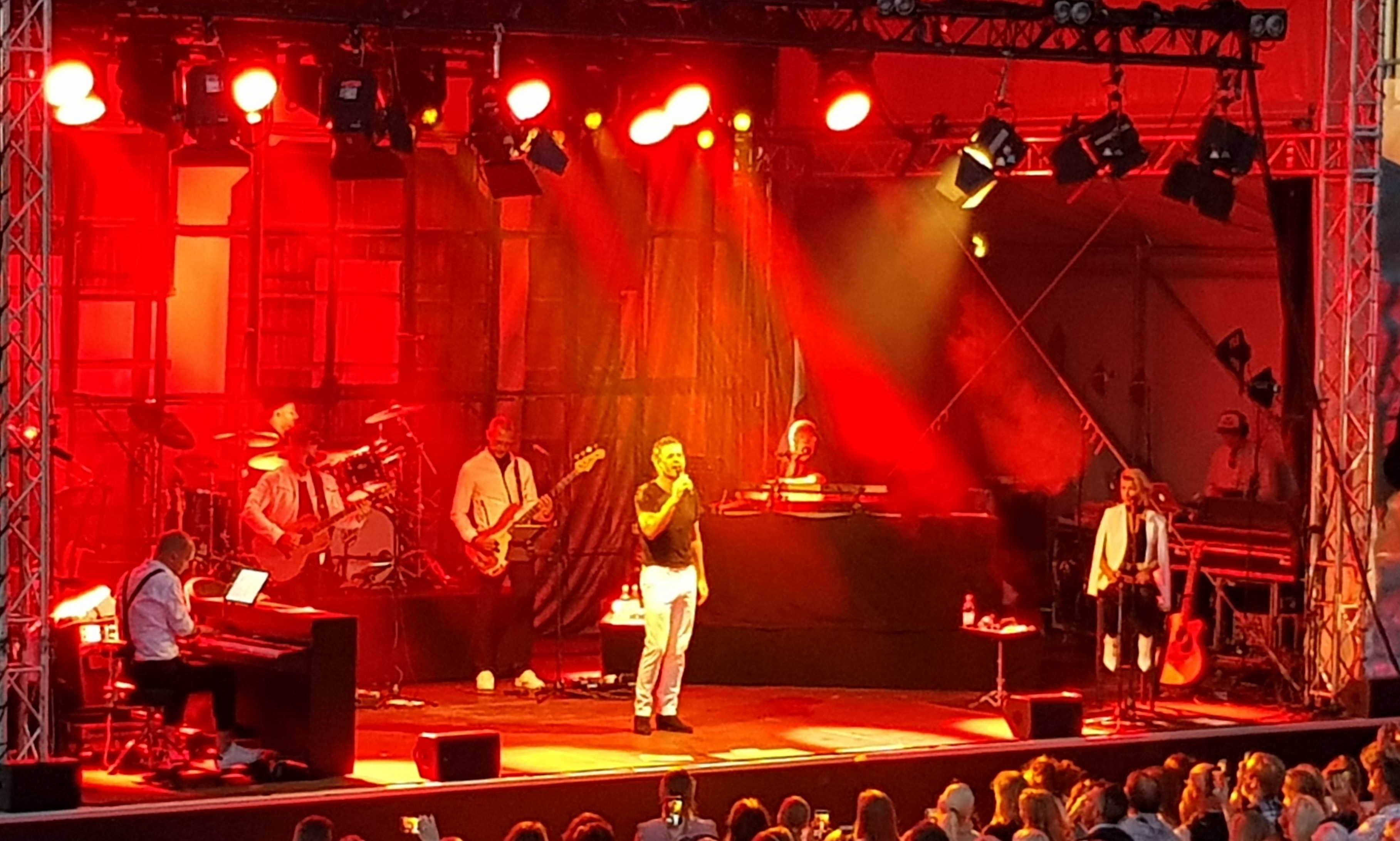
Peter Jöback uppträder med "Guldet blev till sand" under en konsert på Solgården i Tylösand den 17 juli 2019.

"Guldet blev till sand" är en sång skriven av Björn Ulvaeus och Benny Andersson till musikalen Kristina från Duvemåla (1995). Singeln låg som bäst på andra plats på den svenska singellistan. Sången är en del av en scen mellan rollfigurerna Robert, Kristina och barnen, där Robert berättar om sitt och Arvids öde under jakten efter guld i Kalifornien.  
I originaluppsättningen spelades Robert av Peter Jöback som sjöng numret mot Helen Sjöholm som Kristina. En inspelning av låten med sång av Peter Jöback låg på Svensktoppen i 110 veckor under perioden 25 januari 1997–27 februari 1999, vilket då var rekord.
Sången spelades även in av Matz Bladhs och ett återförenat Ingmar Nordströms, båda 1997.

## Låtlista
1. "Jag har förlikat mig till slut"
2. "Guldet blev till sand"

## Listplaceringar
| Lista (1997-1998) | Position |
| ----------------- | -------- |
| Sverige           | 2        |